# Пам'ятки історії Бобринецького району
У Бобринецькому районі Кіровоградської області на обліку перебуває 44 пам'ятки історії.
| № пп | Охорон. номер      | Найменування пам'ятки | Місцезнаходження пам'ятки                                      | Епоха                         | Значення | Рішення                                   |
| ---- | ------------------ | --- | -------------------------------------------------------------- | ----------------------------- | -------- | ----------------------------------------- |
| 1    | 1078               | Будинок в якому розпочинали свою театральну діяльність М. Л. Кропивницький і І. К. Тобілевич — корифеї українського театру                                                         | м. Бобринець, вул. Паркова, 70                                 | 1860-ті рр.                   | місцева  | № 281 від 16.05.1985                      |
| 2.   | 1079               | Будинок, колишньої ратуші, в якому працювали Кропивницький М. П. і Тобілевич І. К. — корифеї українського театру                                                                   | м. Бобринець, вул. Миколаївська, 47                            | 1960—1970 роки                | місцева  | № 281 від 16.05.1985                      |
| 3.   | 1080               | Будинок колишнього повітового училища, в якому навчалися Кропивницький М. Л. і Тобілевич М. К. — корифеї українського театру; навчався Корнієць М. Р. — партійний і державний діяч | м. Бобринець, вул. Миколаївська, 60                            | ІІ пол. XIX ст. 1915—1918 рр. | місцева  | № 281 від 16.05.1985 № 149 від 10.05.1988 |
| 4.   | 1081               | Будинок в якому працював Шумілов П. — радянський вчений і винахідник | м. Бобринець, вул. Миколаївська, 72                            | 1919—1923 рр.                 | місцева  | № 281 від 16.05.1985                      |
| 5.   | 53                 | Пам'ятник Кропивницькому М. Л. — українському драматургу | м. Бобринець, вул. Миколаївська, сквер                         | 1840—1910 рр.                 | місцева  | № 404 від 17.09.1969                      |
| 6.   | 54                 | Братська могила радянських воїнів. Поховано 47 воїнів | м. Бобринець, вул. Миколаївська, сквер                         | 1944 р.                       | місцева  | № 404 від 17.09.1969                      |
| 7.   | 55                 | Пам'ятний знак воїнам-землякам | м. Бобринець, вул. Миколаївська                                | 1941—1945 рр.                 | місцева  | № 404 від 17.09.1969                      |
| 8.   | 1082 1082/1 1082/2 | Приміщення сільськогосподарського технікуму, в якому навчалися Порик В. В. та Іванченко А. Ф. — Герої Радянського Союзу                                                            | м. Бобринець, пр. Порика, 3                                    | 1935—1938 рр., 1931—1936 рр.  | місцева  | № 281 від 16.05.1985                      |
| 9.   | 1083               | Пам'ятник радянським артилеристам | м. Бобринець, вул. Покровська, на околиці міста                | 1944 р.                       | місцева  | № 281 від 16.05.1985                      |
| 10.  | 1084               | Пам'ятник воїнам-землякам | с. Бобринка, Бобринківська с/р, центр                          | 1941—1945 рр.                 | місцева  | № 281 від 16.05.1985                      |
| 11.  | 57                 | Пам'ятник воїнам-землякам | с. Буховецьке, Буховецька с/р, біля БК                         | 1941—1945 рр.                 | місцева  | № 404 від 17.09.1969                      |
| 12.  | 58                 | Братська могила радянських підпільників. Поховано 3 воїни | с. Василівка, Василівська с/р, центр                           | 1944 р.                       | місцева  | № 404 від 17.09.1969                      |
| 13.  | 59                 | Братська могила радянських воїнів. Поховано 4 воїни | с. В-Інгульське, В-Інгульська с/р, сквер                       | 1944 р.                       | місцева  | № 404 від 17.09.1969                      |
| 14.  | 61                 | Пам'ятник воїнам-землякам | с. Веселівка, Веселівська с/р, біля БК                         | 1941—1945 рр.                 | місцева  | № 404 від 17.09.1969                      |
| 15.  | 1086 1086/1 1086/2 | Пам'ятні знаки воїнам-землякам Осадчому Д. М. та Індику І. С. — Героям Радянського Союзу                                                                                           | с. Витязівка, Витязівська с/р, біля БК                         | 1896—1945 рр. 1918—1944 рр.   | місцева  | № 281 від 16.05.1985                      |
| 16.  | 63 63/1 63/2 63/3  | Братська могила радянських воїнів, пам'ятний знак воїнам-землякам і могила Іванова — командира кавалерійського ескадрону. Поховано 3 воїни                                         | с. Витязівка, Витязівська с/р, при в'їзді в село               | 1944 р. 1941—1945 рр. 1921 р. | місцева  | № 404 від 17.09.1969                      |
| 17.  | 65                 | Братська могила радянських воїнів. Поховано 7 воїнів | с. Грузьке, Благодатненська с/р, сквер                         | 1944 р.                       | місцева  | № 404 від 17.09.1969                      |
| 18.  | 77                 | Братська могила радянських воїнів. Поховано 15 воїнів | с. Златопілля, Златопільська с/р, біля школи                   | 1944 р.                       | місцева  | № 404 від 17.09.1969                      |
| 19.  | 78                 | Пам'ятник воїнам-землякам | с. Златопілля, Златопільська с/р, центр                        | 1941—1945 рр.                 | місцева  | № 404 від 17.09.1969                      |
| 20.  | 64 64/1 64/2       | Братська могила радянських воїнів та пам'ятний знак воїнам-землякам. Поховано 19 воїнів                                                                                            | с. Кетрисанівка, Кетрисанівська с/р, біля адмін. будинку       | 1944 р.                       | місцева  | № 404 від 17.09.1969                      |
| 21.  | 1087               | Пам'ятний знак на честь Мельничук К. — підпільниці | с. Костомарівка, Костомарівська с/р, центр                     | 1943 р.                       | місцева  | № 281 від 16.05.1985                      |
| 22.  | 1088               | Пам'ятник воїнам-землякам | с. Костомарівка, Костомарівська с/р, центр                     | 1941—1945 рр.                 | місцева  | № 281 від 16.05.1985                      |
| 23.  | 66                 | Пам'ятник Шевченку Т. Г. — українському поету | с. Костомарівка, Костомарівська с/р, біля адмін. будинку       | 1814—1861 рр.                 | місцева  | № 404 від 17.09.1969                      |
| 24.  | 67                 | Братська могила радянських воїнів. Поховано 8 воїнів | с. Кохане, Костомарівська с/р, біля БК                         | 1944 р.                       | місцева  | № 404 від 17.09.1969                      |
| 25.  | 85                 | Пам'ятник воїнам-землякам | с. Кривоносове, Кривоносівська с/р, біля БК                    | 1941—1945 рр.                 | місцева  | № 404 від 17.09.1969                      |
| 26.  | 69                 | Пам'ятний знак воїнам-землякам | с. Мар'янівка, Мар'янівська с/р, біля БК                       | 1941—1945 рр.                 | місцева  | № 404 від 17.09.1969                      |
| 27.  | 968                | Пам'ятник Мар'яненку І. О. (Петлішенку) — народному артисту України, режисеру | с. Мар'янівка, Мар'янівська с/р, біля школи                    | 1879—1962 рр.                 | місцева  | № 301 від 25.06.1982                      |
| 28.  | 70                 | Пам'ятний знак воїнам-землякам | с. Мирне, Чарівнянська с/р, біля школи                         | 1941—1945 рр.                 | місцева  | № 404 від 17.09.1969                      |
| 29.  | 969                | Пам'ятний знак воїнам-землякам | с. Миколо-Бабанка, М-Бабанська с/р, біля адмін. будинку        | 1941—1945 рр.                 | місцева  | № 301 від 25.06.1982                      |
| 30.  | 71                 | Пам'ятний знак воїнам-землякам | с. Новоградівка, Новоградівська с/р, центр                     | 1941—1945 рр.                 | місцева  | № 404 від 17.09.1969                      |
| 31.  | 72                 | Пам'ятний знак воїнам-землякам | с. Ново-Миколаївка, Ново-Миколаївська с/р, біля адмін. будинку | 1941—1945 рр.                 | місцева  | № 404 від 17.09.1969                      |
| 32.  | 73                 | Братська могила радянських воїнів. Поховано 7 воїнів | с. Олексіївка, Олексіївська с/р, біля школи                    | 1944 р.                       | місцева  | № 404 від 17.09.1969                      |
| 33.  | 1089               | Пам'ятник воїнам-землякам | с. Олексіївка, Олексіївська с/р, біля клубу                    | 1941—1945 рр.                 | місцева  | № 281 від 16.05.1985                      |
| 34.  | 74                 | Пам'ятник воїнам-землякам | с. Павлогірківка, Павлогірківської с/р, центр                  | 1941—1945 рр.                 | місцева  | № 404 від 17.09.1969                      |
| 35.  | 75                 | Братська могила радянських воїнів. Поховано 7 воїнів | с. Рощахівка, Рощахівська с/р, біля адмін. будинку             | 1944 р.                       | місцева  | № 404 від 17.09.1969                      |
| 36.  | 76                 | Пам'ятник воїнам-землякам | с. Рощахівка, Рощахівська с/р, біля БК                         | 1941—1945 рр.                 | місцева  | № 404 від 17.09.1969                      |
| 37.  | 79                 | Пам'ятник воїнам-землякам | с. Солонцюватка, Солонцюватська с/р, біля БК                   | 1941—1945 рр.                 | місцева  | № 404 від 17.09.1969                      |
| 38.  | 80                 | Братська могила радянських воїнів. Поховано 23 воїни | с. Сорочанове, М-Бабанська с/р, центр                          | 1944 р.                       | місцева  | № 404 від 17.09.1969                      |
| 39.  | 1090               | Пам'ятник воїнам-землякам | с. Степівка, Ново-Миколаївська с/р, біля школи                 | 1941—1945 рр.                 | місцева  | № 281 від 16.05.1985                      |
| 40.  | 1091               | Пам'ятник Суворову О. В. — російському полководцю | с. Тарасівка, Тарасівська с/р, біля адмін. будинку             | 1729—1800 рр.                 | місцева  | № 281 від 16.05.1985                      |
| 41.  | 933                | Пам'ятник воїнам-землякам | с. Тарасівка, Тарасівська с/р, центр                           | 1941—1945 рр.                 | місцева  | № 300 від 25.06.1982                      |
| 42.  | 82                 | Пам'ятний знак воїнам-землякам | с. Федіївка, Федіївська с/р, центр                             | 1941—1945 рр.                 | місцева  | № 404 від 17.09.1969                      |
| 43.  | 83                 | Братська могила радянських воїнів. Поховано 8 воїнів | с. Федорівка, Федіївська с/р, центр                            | 1944 р.                       | місцева  | № 404 від 17.09.1969                      |
| 44.  | 84                 | Пам'ятний знак воїнам-землякам | с. Чарівне, Чарівнянська с/р, біля адмін. будинку              | 1941—1945 рр.                 | місцева  | № 404 від 17.09.1969                      |
|      |                    | |                                                                |                               |          |                                           |